# Palazzo giapponese
Il Palazzo giapponese (in tedesco: Japanisches Palais) è un palazzo in stile barocco situato a Dresda, in Germania alla fine della Königstraße.

## Descrizione
Costruito nel 1715, venne ampliato dal 1729 fino al 1731 per conservare la collezione di porcellane giapponesi di Augusto il Forte, che fa parte della Collezione di porcellane di Dresda. Il palazzo è opera degli architetti Pöppelmann, Longuelune e de Bodt.
Il palazzo giapponese è stato parzialmente distrutto durante i bombardamenti alleati del 13 febbraio 1945, ma fu ricostruito negli anni '50 e '60. I lavori di ricostruzione sono proseguiti fino al 1987. Nel 2019 ospita tre musei: Museum für Völkerkunde Dresden, Museo statale sulla preistoria (Landesmuseum für Vorgeschichte) e Senckenberg Naturhistorische Sammlungen.